# Нежарка
Нежарка (чеш. Nežárka) — река в Чехии.
Длина реки — 56 км. Площадь водосборного бассейна — 1000 км². Среднегодовой расход воды — 12 м³/с. Приток реки Лужнице.
Начинается от слияния реки Жировнице и реки Каменице в деревне Ярошов.
В Шиманове для отвода воды из реки Лужница в Нежарку был проложен канал Нова-Река, созданный для защиты самого большого пруда в Центральной Европе Рожмберк от наводнения.
В честь реки был назван космический объект в центральном астероидном поясе (2390).